# 加里·安德森 (F1设计师)
加里·安德森（Gary Anderson，1951年3月9日—）是一位F1设计师。
他的职业生涯起始于布拉汉姆车队当时的职位是机械师。在1975年他还驾驶着他自己参与设计的赛车，参加了F1的比赛。之后，在1991年到1998年，他设计了乔丹车队的F1赛车。并且在2002年到2003年再次回到乔丹车队参与赛车的设计工作。
在2001年他曾去美国参与了冠军赛车的比赛。